# المنظمة البحرية التركية
المنظمة البحرية التركية (بالتركية: Maritime Organization Inc. Turkey, TDI)‏ هي شركة مملوكة للدولة مسؤولة عن تشغيل بعض الموانئ وأحواض بناء السفن في تركيا. يقع مقرها الرئيسي في حي كاراكوي في منطقة بيوغلو، اسطنبول .تأسست الشركة في عام 1843 في عهد الإمبراطورية العثمانية. كانت الشركة مسؤولة فقط عن الموانئ حول إسطنبول. في عام 1933، بعد إنشاء الجمهورية التركية، تم تقسيم الشركة إلى ثلاث شركات فرعية؛ واحد لإسطنبول وواحد للموانئ الأخرى في تركيا وواحد لأحواض بناء السفن. في عام 1938، تم تأسيس بنك دنيز، الذي كان آنذاك بنكًا مملوكًا للدولة، لدعم الأعمال البحرية. ومع ذلك، في عام 1997 تمت خصخصة معظم الموانئ وكذلك البنك.